# Hippopsis tuberculata
Hippopsis tuberculata är en skalbaggsart som beskrevs av Maria Helena M. Galileo och Martins 1988. Hippopsis tuberculata ingår i släktet Hippopsis och familjen långhorningar.
Artens utbredningsområde är Paraguay. Inga underarter finns listade i Catalogue of Life.